# Grote Prijs Jef Scherens 2018
Il Grote Prijs Jef Scherens 2018, cinquantaduesima edizione della corsa, valido come evento dell'UCI Europe Tour 2018 categoria 1.1, si svolse il 16 settembre 2018 su un percorso di 185,7 km, con partemza ed arrivo a Lovanio, in Belgio. Fu vinto dal belga Jasper Stuyven, che giunse al traguardo in 4h 16' 54" alla media di 43,37 km/h, precedendo i connazionali Jonas Van Genechten e Timothy Dupont.
Dei 158 ciclisti alla partenza furono 98 a portare a termine la competizione.

## Squadre partecipanti
| N.      | Cod. | Squadra                     |
| ------- | ---- | --------------------------- |
| 1-7     | LTS  | Lotto Soudal                |
| 11-17   | TLJ  | Team Lotto NL-Jumbo         |
| 21-27   | TFS  | Trek-Segafredo              |
| 31-37   | HBA  | Hagens Berman-Axeon         |
| 41-47   | ICA  | Israel Cycling Academy      |
| 51-57   | RNL  | Roompot-Nederlandse Loterij |
| 61-67   | SVB  | Sport Vlaanderen-Baloise    |
| 71-77   | FST  | Team Fortuneo-Samsic        |
| 81-87   | VWC  | Veranda's Willems-Crelan    |
| 91-97   | WGG  | Wanty-Groupe Gobert         |
| 101-107 | CIB  | Cibel-Cebon                 |
| 111-117 | TJI  | Joker Icopal                |

| N.      | Cod. | Squadra                        |
| ------- | ---- | ------------------------------ |
| 121-127 | LCT  | Lviv Cycling Team              |
| 131-136 | SEG  | SEG Racing Academy             |
| 141-147 | AUB  | St Michel-Auber 93             |
| 151-157 | PCW  | T.Palm-Pôle Continental Wallon |
| 161-167 | TIS  | Tarteletto-Isorex              |
| 171-177 | TCO  | Team Coop                      |
| 181-187 | SVL  | Sauerland NRW-SKS Germany      |
| 191-197 | WVA  | WB Aqua Protect Veranclassic   |
| 201-207 | BEA  | Beat Cycling Club              |
| 211-217 | VCC  | Vital Concept Cycling Club     |
| 221-227 | LPC  | Leopard Pro Cycling            |

## Ordine d'arrivo (Top 10)
| Pos. | Corridore           | Squadra       | Tempo    |
| ---- | ------------------- | ------------- | -------- |
| 1    | Jasper Stuyven      | Trek          | 4h16'50" |
| 2    | Jonas Van Genechten | Vital Concept | s.t.     |
| 3    | Timothy Dupont      | Wanty         | s.t.     |
| 4    | Jens Debusschere    | Lotto-Soudal  | s.t.     |
| 5    | Aksel Nõmmela       | Beat          | s.t.     |
| 6    | Jasper Philipsen    | Hagens        | s.t.     |
| 7    | Toms Skujiņš        | Trek          | s.t.     |
| 8    | Markus Hoelgaard    | Joker Icopal  | s.t.     |
| 9    | Alexander Krieger   | Leopard       | s.t.     |
| 10   | Sean De Bie         | Veranda's     | s.t.     |